# Grand Prix automobile d'Espagne 1954
GP précédent GP suivant
Le Grand Prix d'Espagne 1954 (XII° Gran Premio de España), disputé sur le circuit de Pedralbes le 24 octobre 1954, est la quarante-et-unième épreuve du championnat du monde de Formule 1 courue depuis 1950 et la neuvième manche du championnat 1954.

## Contexte avant le Grand Prix

### Le championnat du monde
Avec six victoires à son actif (dont deux acquises sur Maserati en début de saison), l'Argentin Juan Manuel Fangio, premier pilote Mercedes-Benz, s'est déjà assuré le titre mondial 1954. Le Grand Prix d'Espagne, dernière manche de l'année, a toutefois pour enjeu la lutte de prestige opposant les constructeurs italiens Ferrari et Maserati, épaulés par la prometteuse Scuderia Lancia qui fait ses débuts en F1, à la puissante équipe Mercedes qui domine la compétition depuis sa rentrée triomphale à Reims.

### Le circuit

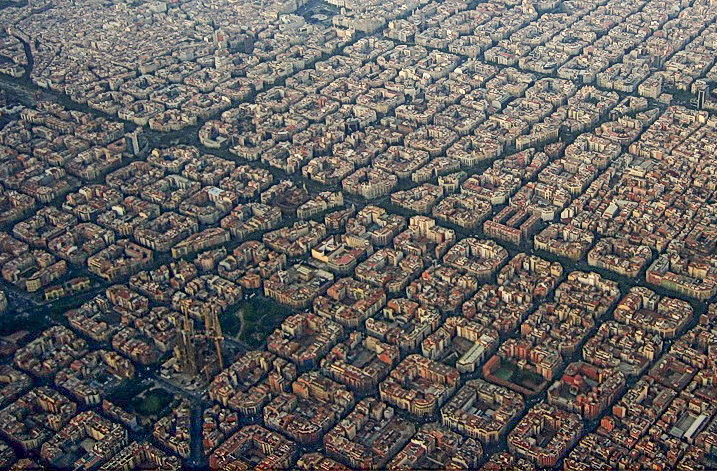
Le circuit de Pedralbes emprunte l'Avenue Diagonale sur plus de 2 km.

Utilisé pour la première fois en 1946 à l'occasion du huitième Grand Prix de Penya Rhin, le circuit de Pedralbes est tracé dans les faubourgs ouest de Barcelone. Empruntant de larges avenues, composé de longues lignes droites et de courbes ouvertes, il est nettement plus rapide que les traditionnels circuits urbains. D'un développement initial d'environ quatre kilomètres et demi, il fut modifié à l'occasion du Grand Prix de Penya Rhin 1950, sa longueur totale étant augmentée de près de deux kilomètres. Le revêtement est relativement ondulé, et certains secteurs du circuit sont pavés. Inchangé depuis, ce tracé accueille pour la seconde fois une épreuve du championnat du monde, après l'édition de 1951 où Juan Manuel Fangio avait remporté la victoire et son premier titre de champion du monde. À cette occasion, le pilote argentin avait établi le record officiel de la piste au volant de la célèbre  Alfetta, à plus de 166 km/h de moyenne.

## Monoplaces en lice
- Ferrari 625 & 553 "Usine"

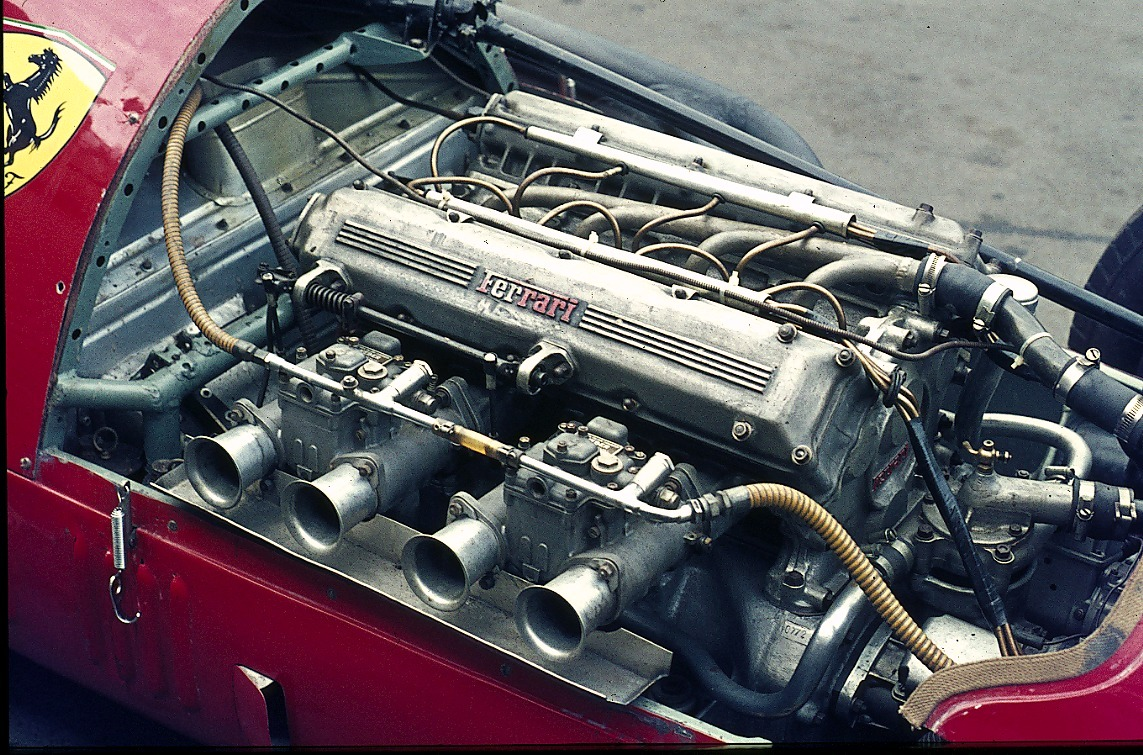
Le 4 cylindres en ligne Ferrari.

Après une mise au point difficile, le châssis de la Ferrari 553 a été amélioré et est désormais équipé d'une nouvelle suspension avant à ressorts hélicoïdaux. Pesant 595 kg, la 553 est l'une des plus légères F1 du plateau. Son moteur 4 cylindres super carré développe, dans sa toute dernière évolution, 254 chevaux à 7000 tr/min. Un seul exemplaire a été amené à Barcelone. En l'absence de José Froilán González, blessé lors des essais du Tourist Trophy, il est confié au jeune Britannique Mike Hawthorn. Comme au Grand Prix d'Italie, Maurice Trintignant dispose d'une 625 à moteur 553 (250 chevaux à 7500 tr/min, 630 kg). Une voiture identique avait été engagée pour Giuseppe Farina, mais ce dernier n'est pas complètement rétabli de son accident survenu à Monza en juin dernier. Épaulant les deux Ferrari officielles, Robert Manzon pilote la 625 de l'Écurie Rosier et Jacques Swaters dispose de la 500 de l'Écurie Francorchamps.
- Lancia D50 "Usine"

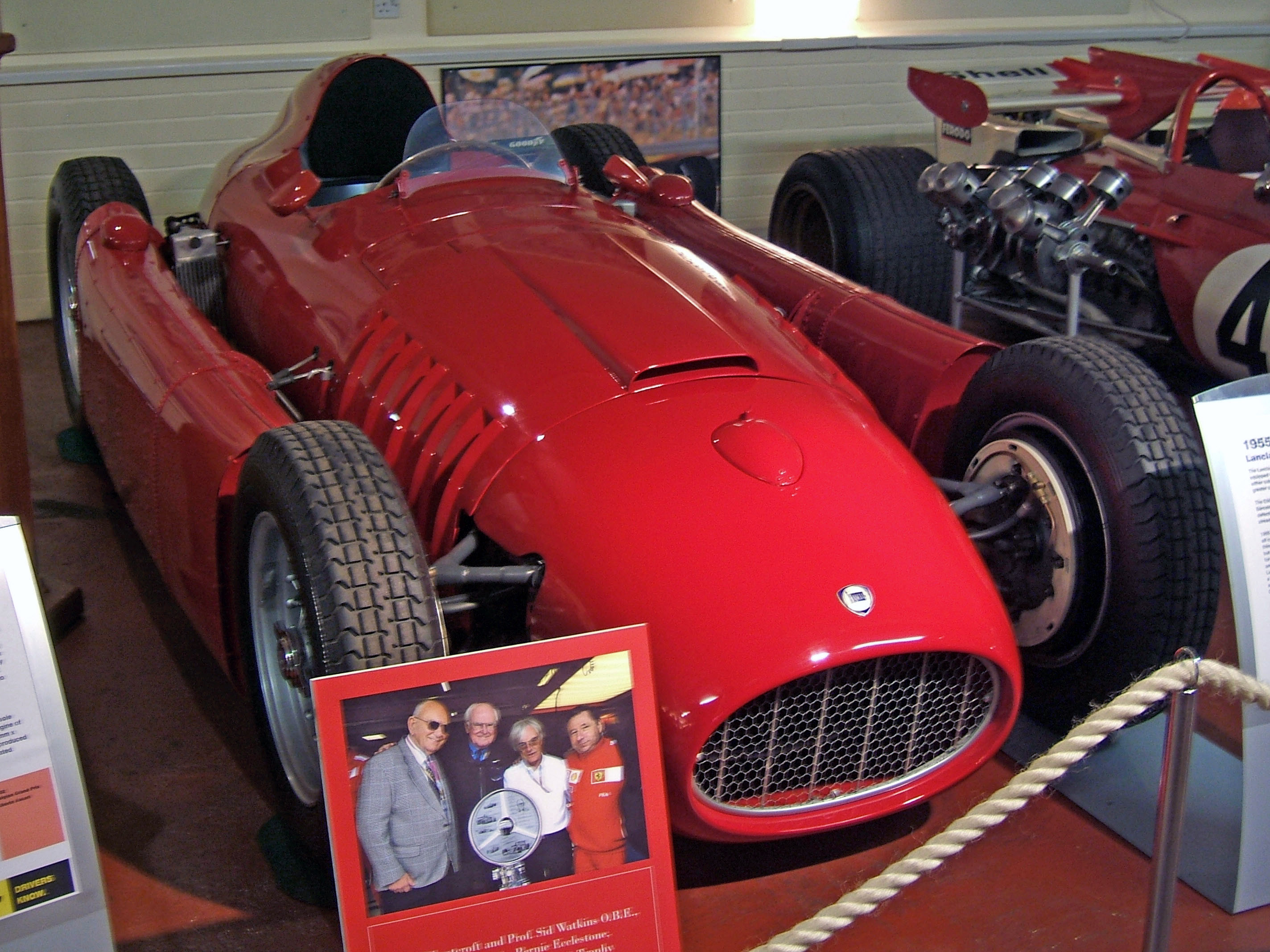
La Lancia D50 se caractérise par ses réservoirs entre les roues.

Nouvelle venue en Grand Prix, la Scuderia Lancia avait engagé pour la saison 1954 le double champion du monde Alberto Ascari ainsi que son compatriote et ami Luigi Villoresi, très confiants dans le potentiel de la très compacte D50 à moteur V8 et réservoirs latéraux placés entre les roues. Mais le développement de la monoplace (dont le premier exemplaire a été achevé en février 1954) s'est avéré bien plus long que prévu, obligeant Gianni Lancia à différer à plusieurs reprises ses débuts en compétition, les deux pilotes étant occasionnellement prêtés aux équipes Ferrari ou Maserati afin de ne pas perdre la main. Les tout derniers essais sur la piste de Monza ont toutefois révélé l'énorme potentiel de la D50, Ascari ayant battu de trois secondes le meilleur temps réalisé par Juan Manuel Fangio lors des essais officiels du Grand Prix. Le feu vert a donc été donné pour les débuts officiels. Les voitures confiées à Ascari et Villoresi ont une puissance de l'ordre de 260 chevaux à 8200 tr/min, pour une masse inférieure à 600 kg, soit un des meilleurs rapports poids/puissance du plateau.
- Maserati 250F "Usine"

Avec cinq voitures officielles et cinq privées, les Maserati 250F représentent près de la moitié du plateau. Après un beau début de saison (victoires de Juan Manuel Fangio aux Grands Prix d'Argentine et de Belgique), Maserati a ensuite connu une période plus difficile, Fangio ayant rejoint les rangs de Mercedes-Benz et le prometteur pilote argentin Onofre Marimon s'étant tué au cours des essais officiels du Grand Prix d'Allemagne sur le Nürburgring. C'est désormais le Britannique Stirling Moss, remarqué pour ses prestations sur une voiture privée, qui a le statut de premier pilote. Il est épaulé par les Italiens Luigi Musso et Sergio Mantovani, l'Argentin Roberto Mieres et le pilote local Francisco Godia. La 250F est équipée d'un moteur six cylindres en ligne développant environ 250 chevaux à 7200 tr/min, la voiture pesant 630 kg. Harry Schell, le prince Bira, Ken Wharton et Louis Rosier disposent de 250F privées. Le Suisse Emmanuel de Graffenried dispose quant à lui de la 250F qu'il vient de vendre à son compatriote Ottorino Volonterio, les deux pilotes devant se partager la voiture en course.
- Mercedes-Benz W196 "Usine"

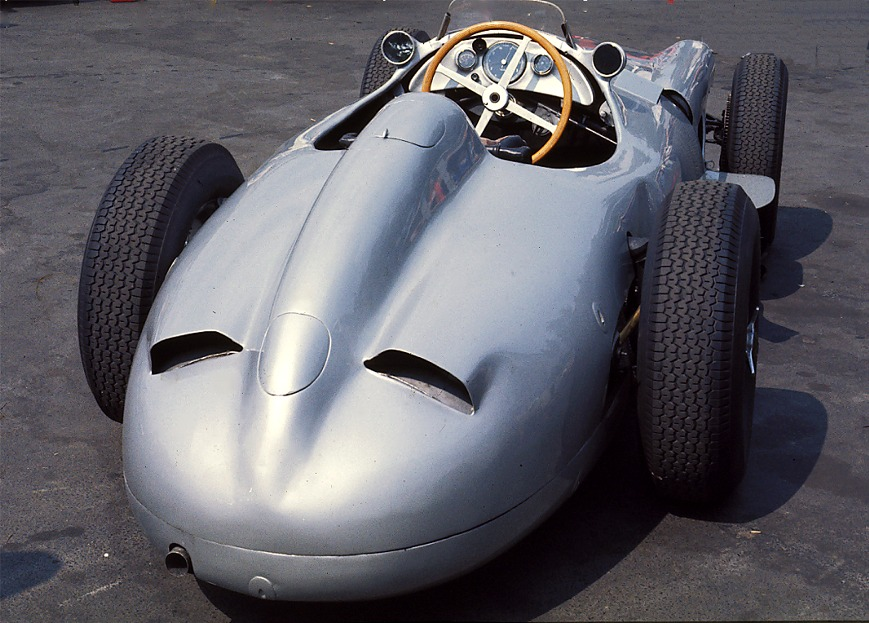
L'imposante Mercedes W196, ici en version à carrosserie ouverte.

La puissante équipe Mercedes dispose de deux versions de sa monoplace W196 : le modèle caréné (720 kg), spécialement adapté aux circuits rapides, et le modèle à carrosserie ouverte, un peu moins lourd (690 kg) et offrant une meilleure visibilité, pour les tracés sinueux. La piste de Barcelone, qui combine une longue ligne droite (plus de 2 km !) et des parties très lentes, ne permet pas de déterminer a priori le plus adapté. Aussi l'usine a-t-elle amené six voitures (trois ouvertes et trois carénées) pour Juan Manuel Fangio, Karl Kling et Hans Herrmann, qui pourront choisir en fonction des essais le modèle convenant le mieux. Très sophistiquée, la W196 dispose d'un moteur à huit cylindres en ligne, alimenté par injection directe, développant environ 280 chevaux à 8300 tr/min. La boîte de vitesses ZF est à cinq rapports et le freinage est assuré par d'imposants tambours de freins "inboard".
- Gordini T16 "Usine"

Faute de moyens, la petite structure Gordini vit une fin de saison difficile, les voitures payant leur manque de préparation par une fiabilité désastreuse. Sur les trois voitures inscrites, seules deux ont été amenées : il s'agit de monoplaces du type T16 (560 kg, moteur six cylindres, environ 230 chevaux à 6500 tr/min), qui seront pilotées par Jean Behra  et Jacques Pollet. Pilier de l'équipe, Behra, dont la voiture est équipée pour la première fois de gros freins à disques Messier, dispute une de ses dernières courses pour la marque, ayant signé avec Maserati pour la saison 1955.
- Vanwall "Usine"

Tony Vandervell a engagé la Vanwall Special désormais équipée du moteur 2,5 litres pour Peter Collins. Cette monoplace de 570 kg dispose d'une puissance de 250 chevaux.

## Coureurs inscrits
| no | Pilote                                      | Écurie                    | Constructeur  | Modèle             | Moteur           | Pneumatiques |
| -- | ------------------------------------------- | ------------------------- | ------------- | ------------------ | ---------------- | ------------ |
| 2  | Juan Manuel Fangio                          | Daimler Benz AG           | Mercedes-Benz | Mercedes-Benz W196 | Mercedes-Benz L8 | C            |
| 4  | Karl Kling                                  | Daimler Benz AG           | Mercedes-Benz | Mercedes-Benz W196 | Mercedes-Benz L8 | C            |
| 6  | Hans Herrmann                               | Daimler Benz AG           | Mercedes-Benz | Mercedes-Benz W196 | Mercedes-Benz L8 | C            |
| 8  | Stirling Moss                               | Officine Alfieri Maserati | Maserati      | Maserati 250F      | Maserati L6      | P            |
| 10 | Roberto Mieres                              | Officine Alfieri Maserati | Maserati      | Maserati 250F      | Maserati L6      | P            |
| 12 | Sergio Mantovani                            | Officine Alfieri Maserati | Maserati      | Maserati 250F      | Maserati L6      | P            |
| 14 | Luigi Musso                                 | Officine Alfieri Maserati | Maserati      | Maserati 250F      | Maserati L6      | P            |
| 16 | Francisco Godia                             | Officine Alfieri Maserati | Maserati      | Maserati 250F      | Maserati L6      | P            |
| 18 | Prince Bira                                 | Privé                     | Maserati      | Maserati 250F      | Maserati L6      | P            |
| 20 | Robert Manzon                               | Écurie Rosier             | Ferrari       | Ferrari 625        | Ferrari L4       | P            |
| 22 | Emmanuel de Graffenried Ottorino Volonterio | Privé                     | Maserati      | Maserati 250F      | Maserati L6      | P            |
| 24 | Harry Schell                                | Privé                     | Maserati      | Maserati 250F      | Maserati L6      | P            |
| 26 | Louis Rosier                                | Écurie Rosier             | Maserati      | Maserati 250F      | Maserati L6      | P            |
| 28 | Ken Wharton                                 | Owen Racing Organisation  | Maserati      | Maserati 250F      | Maserati L6      | D            |
| 30 | Jacques Swaters                             | Écurie Francorchamps      | Ferrari       | Ferrari 500        | Ferrari L4       | E            |
| 32 | Giovanni de Riu                             | Privé                     | Maserati      | Maserati A6SSG     | Maserati L6      | P            |
| 34 | Alberto Ascari                              | Scuderia Lancia           | Lancia        | Lancia D50         | Lancia V8        | P            |
| 36 | Luigi Villoresi                             | Scuderia Lancia           | Lancia        | Lancia D50         | Lancia V8        | P            |
| 38 | Mike Hawthorn                               | Scuderia Ferrari          | Ferrari       | Ferrari 553        | Ferrari L4       | P            |
| 40 | Maurice Trintignant                         | Scuderia Ferrari          | Ferrari       | Ferrari 625        | Ferrari L4       | P            |
| 42 | Peter Collins                               | GA Vandervell             | Vanwall       | Vanwall Special    | Vanwall L4       | P            |
| 44 | Giuseppe Farina                             | Scuderia Ferrari          | Ferrari       | Ferrari 625        | Ferrari L4       | P            |
| 46 | Jean Behra                                  | Équipe Gordini            | Gordini       | Gordini T16        | Gordini L6       | E            |
| 48 | Jacques Pollet                              | Équipe Gordini            | Gordini       | Gordini T16        | Gordini L6       | E            |
| 50 | Fred Wacker                                 | Équipe Gordini            | Gordini       | Gordini T16        | Gordini L6       | E            |

## Qualifications
Les séances qualificatives se déroulent les jeudi et vendredi précédant le grand prix, le samedi étant réservé à une course de voitures de sport. Dès la journée du jeudi, les toutes nouvelles Lancia, très compactes, se montrent très à l'aise, Alberto Ascari et Luigi Villoresi réalisant les deux meilleurs temps, devant la Maserati de Stirling Moss. L'équipe Mercedes teste les deux types de carrosseries de la W196, c'est finalement la version ouverte qui va être retenue, le modèle caréné étant fortement handicapé par son poids élevé sur ce circuit urbain. Dans le même virage, les Britanniques Mike Hawthorn et Peter Collins ont dérapé et sont sortis de la route. Si la Ferrari du premier est réparable, Collins va lui devoir renoncer à la course, sa Vanwall ayant heurté les arbres et s'étant retournée.
Le vendredi, Ascari se montre à nouveau le plus rapide et obtient avec aisance la pole position, à près de 165 km/h de moyenne. Même en version non carénée, la Mercedes n'est pas particulièrement à l'aise sur ce circuit, et Fangio doit user de tout son talent pour réaliser le deuxième  meilleur temps, à une seconde du pilote Lancia. Hawthorn, sur sa voiture réparée, et Harry Schell (Maserati) améliorent également, complétant la première ligne et reléguant Villoresi et Moss à la seconde.
| Pos. | no | Pilote                  | Écurie        | Temps        | Écart    |
| ---- | -- | ----------------------- | ------------- | ------------ | -------- |
| 1    | 34 | Alberto Ascari          | Lancia        | 2 min 18 s 1 |          |
| 2    | 2  | Juan Manuel Fangio      | Mercedes-Benz | 2 min 19 s 1 | + 1 s 0  |
| 3    | 38 | Mike Hawthorn           | Ferrari       | 2 min 20 s 6 | + 2 s 5  |
| 4    | 24 | Harry Schell            | Maserati      | 2 min 20 s 6 | + 2 s 5  |
| 5    | 36 | Luigi Villoresi         | Lancia        | 2 min 21 s 0 | + 2 s 9  |
| 6    | 8  | Stirling Moss           | Maserati      | 2 min 21 s 1 | + 3 s 0  |
| 7    | 14 | Luigi Musso             | Maserati      | 2 min 21 s 5 | + 3 s 4  |
| 8    | 40 | Maurice Trintignant     | Ferrari       | 2 min 21 s 9 | + 3 s 8  |
| 9    | 6  | Hans Herrmann           | Mercedes-Benz | 2 min 21 s 9 | + 3 s 8  |
| 10   | 12 | Sergio Mantovani        | Maserati      | 2 min 22 s 0 | + 3 s 9  |
| 11   | 10 | Roberto Mieres          | Maserati      | 2 min 22 s 3 | + 4 s 2  |
| 12   | 4  | Karl Kling              | Mercedes-Benz | 2 min 23 s 4 | + 5 s 3  |
| 13   | 16 | Francisco Godia         | Maserati      | 2 min 24 s 2 | + 6 s 1  |
| 14   | 28 | Ken Wharton             | Maserati      | 2 min 25 s 7 | + 7 s 6  |
| 15   | 18 | Prince Bira             | Maserati      | 2 min 26 s 1 | + 8 s 0  |
| 16   | 48 | Jacques Pollet          | Gordini       | 2 min 27 s 4 | + 9 s 3  |
| 17   | 20 | Robert Manzon           | Ferrari       | 2 min 27 s 5 | + 9 s 4  |
| 18   | 46 | Jean Behra              | Gordini       | 2 min 27 s 8 | + 9 s 7  |
| 19   | 30 | Jacques Swaters         | Ferrari       | 2 min 28 s 0 | + 9 s 9  |
| 20   | 26 | Louis Rosier            | Maserati      | 2 min 29 s 8 | + 11 s 7 |
| 21   | 22 | Emmanuel de Graffenried | Maserati      | 2 min 29 s 8 | + 11 s 7 |

## Grille de départ du Grand Prix
| 1re ligne | Pos. 4                       |                                   | Pos. 3                          |                              | Pos. 2                              |                                  | Pos. 1                           |
|           | Schell Maserati 2 min 20 s 6 |                                   | Hawthorn Ferrari 2 min 20 s 6   |                              | Fangio Mercedes-Benz 2 min 19 s 1   |                                  | Ascari Lancia 2 min 18 s 1       |
| 2e ligne  |                              | Pos. 7                            |                                 | Pos. 6                       |                                     | Pos. 5                           |                                  |
|           |                              | Musso Maserati 2 min 21 s 5       |                                 | Moss Maserati 2 min 21 s 1   |                                     | Villoresi Lancia 2 min 21 s 0    |                                  |
| 3e ligne  | Pos. 11                      |                                   | Pos. 10                         |                              | Pos. 9                              |                                  | Pos. 8                           |
|           | Mieres Maserati 2 min 22 s 3 |                                   | Mantovani Maserati 2 min 22 s 0 |                              | Herrmann Mercedes-Benz 2 min 21 s 9 |                                  | Trintignant Ferrari 2 min 21 s 9 |
| 4e ligne  |                              | Pos. 14                           |                                 | Pos. 13                      |                                     | Pos. 12                          |                                  |
|           |                              | Wharton Maserati 2 min 25 s 7     |                                 | Godia Maserati 2 min 24 s 2  |                                     | Kling Mercedes-Benz 2 min 23 s 4 |                                  |
| 5e ligne  | Pos. 18                      |                                   | Pos. 17                         |                              | Pos. 16                             |                                  | Pos. 15                          |
|           | Behra Gordini 2 min 27 s 8   |                                   | Manzon Ferrari 2 min 27 s 5     |                              | Pollet Gordini 2 min 27 s 4         |                                  | Bira Maserati 2 min 26 s 1       |
| 6e ligne  |                              | Pos. 21                           |                                 | Pos. 20                      |                                     | Pos. 19                          |                                  |
|           |                              | Graffenried Maserati 2 min 29 s 8 |                                 | Rosier Maserati 2 min 29 s 8 |                                     | Swaters Ferrari 2 min 28 s 0     |                                  |

## Déroulement de la course
Le jour de la course, il fait beau et chaud à Barcelone et trois cent mille spectateurs sont présents. Alberto Ascari (Lancia) et Juan Manuel Fangio (Mercedes-Benz) s'élancent en tête mais à la fin du premier tour c'est Harry Schell (Maserati), parti avec des réservoirs à moitié vides, qui repasse le premier, devant Ascari, au coude à coude avec Mike Hawthorn (Ferrari). Maurice Trintignant (Ferrari) et Stirling Moss (Maserati) ont également dépassé Fangio, qui semble avoir des difficultés à suivre le train des leaders. L'Argentin devance son coéquipier Hans Herrmann. Sur la seconde Lancia, Luigi Villoresi est huitième mais s'arrête à son stand et abandonne aussitôt, apparemment pour un problème de freins. Ascari semble très à l'aise sur ce circuit. Au second tour, il dépasse Hawthorn, au suivant il déborde Schell et prend le commandement de la course. Le champion italien s'envole alors de manière impressionnante, prenant plus de deux secondes au tour à ses adversaires, démontrant les qualités de la nouvelle Lancia. Après neuf tours, il s'est construit une avance d'une vingtaine de secondes sur le trio Schell, Hawthorn et Trintignant. Mais alors qu'il survole littéralement la course, un problème de commande d'embrayage l'oblige à s'arrêter au stand. Il reprend la course après un arrêt assez long, mais abandonne au tour suivant.
Grâce à l'abandon de la Lancia, Schell a récupéré la première place, mais il est talonné par les Ferrari d'Hawthorn et Trintignant. À la suite d'un dérapage, Hawthorn perd un peu de temps, laissant Schell et Trintignant au coude à coude. Ces deux pilotes vont se livrer à un véritable chassé-croisé au cours des dix boucles suivantes, observés de près par Hawthorn bientôt revenu dans leurs roues. Ce dernier parvient à dépasser Trintignant au vingt-et-unième tour, puis à prendre la tête au suivant, juste devant Schell. Celui-ci reprend aussitôt l'avantage, mais Hawthorn ne le lâche pas. Il revient à la hauteur de Schell à l'abord d'une courbe et retarde son freinage à l'extrême limite ; son adversaire, refusant de céder, freine encore plus tard mais part en tête-à-queue, endommageant sa Maserati. Grâce à cette manœuvre audacieuse, Hawthorn mène à nouveau la course, devant son coéquipier Trintignant. Troisième, Fangio compte alors une trentaine de secondes de retard et ne semble pas en mesure de revenir sur les deux Ferrari. Moss a abandonné (pompe à huile hors d'usage) et Schell est tombé à la quatrième place, ayant perdu toute chance de victoire. Il va d'ailleurs abandonner peu après, transmission hors d'usage.
Alors qu'il était toujours en lice pour la victoire, Trintignant doit s'arrêter à son stand à cause d'une fuite d'huile. Dès lors, Hawthorn n'a plus d'adversaire menaçant, son avance sur Fangio étant confortable, d'autant que le système d'injection de la Mercedes du champion argentin s'est déréglé. Luigi Musso (Maserati) vient de prendre le meilleur sur Herrmann et occupe désormais la troisième place, à environ vingt secondes de Fangio. À la mi-course, la situation des trois premiers n'a pas évolué, Hawthorn ayant toutefois levé le pied, laissant revenir Fangio à une vingtaine de secondes. En quatrième position, loin des leaders, Sergio Mantovani (Maserati) a dépassé Herrmann dont la Mercedes a des problèmes d'injection et qui va devoir s'arrêter longuement au stand.
La deuxième partie de la course se déroule sans incident notable, Hawthorn contrôlant aisément la course. Malgré ses ennuis d'injection et une légère fuite d'huile, Fangio semble alors assuré de la deuxième place, Musso n'étant pas en mesure de combler son retard à la régulière. Mais aux alentours du soixantième tour, alors que Mantovani vient d'abandonner sur problème de freins, le vent se lève soudain, soulevant les nombreux papiers et journaux qui jonchaient la piste, l'un d'eux venant obstruer le radiateur de la Mercedes de Fangio dont le moteur se met bientôt à chauffer. Fangio ménage au mieux la mécanique, mais ne peut toutefois empêcher Musso de revenir sur lui, puis de le dépasser au cours du soixante-quatorzième tour pour s'emparer de la seconde place. Le champion du monde, le visage et les bras maculés d'huile, va néanmoins réussir à rallier courageusement l'arrivée en troisième position, à un tour d'Hawthorn qui donne à la Ferrari Squalo sa première victoire.

### Classements intermédiaires
Classements intermédiaires des monoplaces aux premier, deuxième, cinquième, dixième, quinzième, vingtième, vingt-cinquième, trentième, quarantième, soixantième et soixante-dixième tours,.

### Classement de la course

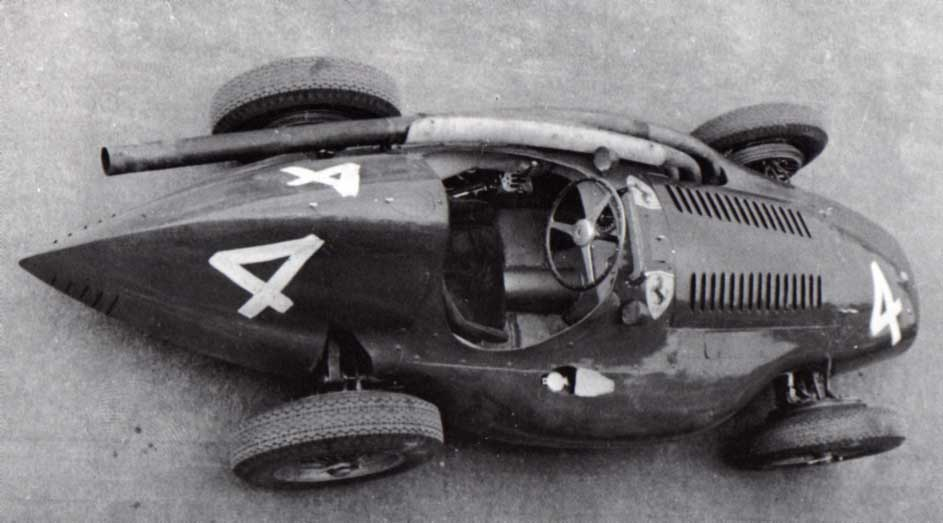
La Ferrari 553 permet à Hawthorn de remporter la dernière manche de la saison.

| Pos  | No | Pilote                                   | Écurie        | Tours | Temps/Abandon                      | Grille | Points |
| ---- | -- | ---------------------------------------- | ------------- | ----- | ---------------------------------- | ------ | ------ |
| 1    | 38 | Mike Hawthorn                            | Ferrari       | 80    | 3 h 13 min 52 s 1                  | 3      | 8      |
| 2    | 14 | Luigi Musso                              | Maserati      | 80    | 3 h 15 min 05 s 3 (+ 1 min 13 s 2) | 7      | 6      |
| 3    | 2  | Juan Manuel Fangio                       | Mercedes-Benz | 79    | 3 h 14 min 17 s 8 (+ 1 tour)       | 2      | 4      |
| 4    | 10 | Roberto Mieres                           | Maserati      | 79    | 3 h 15 min 23 s 6 (+ 1 tour)       | 11     | 3      |
| 5    | 4  | Karl Kling                               | Mercedes-Benz | 79    | 3 h 15 min 47 s 4 (+ 1 tour)       | 12     | 2      |
| 6    | 16 | Francisco Godia                          | Maserati      | 76    | 3 h 14 min 42 s 3 (+ 4 tours)      | 13     |        |
| 7    | 26 | Louis Rosier                             | Maserati      | 74    | 3 h 14 min 02 s 5 (+ 6 tours)      | 20     |        |
| 8    | 28 | Ken Wharton                              | Maserati      | 74    | 3 h 14 min 42 s 0 (+ 6 tours)      | 14     |        |
| 9    | 18 | Prince Bira                              | Maserati      | 68    | 3 h 16 min 23 s 4 (+ 12 tours)     | 15     |        |
| Abd. | 12 | Sergio Mantovani                         | Maserati      | 58    | Freins                             | 10     |        |
| Abd. | 22 | Toulo de Graffenried Ottorino Volonterio | Maserati      | 57    | Moteur                             | 21     |        |
| Abd. | 6  | Hans Herrmann                            | Mercedes      | 50    | Injection                          | 9      |        |
| Abd. | 40 | Maurice Trintignant                      | Ferrari       | 47    | Boîte de vitesses                  | 8      |        |
| Abd. | 48 | Jacques Pollet                           | Gordini       | 37    | Moteur                             | 16     |        |
| Abd. | 24 | Harry Schell                             | Maserati      | 29    | Transmission                       | 4      |        |
| Abd. | 8  | Stirling Moss                            | Maserati      | 20    | Pompe à huile                      | 6      |        |
| Abd. | 46 | Jean Behra                               | Gordini       | 17    | Freins                             | 18     |        |
| Abd. | 30 | Jacques Swaters                          | Ferrari       | 16    | Moteur                             | 19     |        |
| Abd. | 34 | Alberto Ascari                           | Lancia        | 10    | Embrayage                          | 1      | 1      |
| Abd. | 36 | Luigi Villoresi                          | Lancia        | 2     | Freins                             | 5      |        |
| Abd. | 20 | Robert Manzon                            | Ferrari       | 2     | Moteur                             | 17     |        |
| Np.  | 42 | Peter Collins                            | Vanwall       |       | Accident aux essais                |        |        |

- Légende: Abd.= Abandon - Np.=Non partant

### Pole position et record du tour
- Pole position :  Alberto Ascari en 2 min 18 s 1 (vitesse moyenne : 164,646 km/h). Temps réalisé lors de la séance qualificative du vendredi 22 octobre[11].
- Meilleur tour en course :  Alberto Ascari en 2 min 20 s 4 (vitesse moyenne : 161,949 km/h) au troisième tour.

#### Évolution du record du tour en course
Le record de la piste fut établi en tout début d'épreuve.

### Tours en tête
- Harry Schell : 10 tours (1-2 / 10 / 13 / 15-17 / 19 / 21 / 23)
- Alberto Ascari : 7 tours (3-9)
- Maurice Trintignant : 5 tours (11-12 / 14 / 18 / 20)
- Mike Hawthorn : 58 tours (22 / 24-80)

## Classement final du championnat
- attribution des points : 8, 6, 4, 3, 2 respectivement aux cinq premiers de chaque épreuve et 1 point supplémentaire pour le pilote ayant accompli le meilleur tour en course (signalé par un astérisque). En Grande-Bretagne, le meilleur tour a été accompli par sept pilotes, crédités chacun de 0,14 point (un septième).
- Le règlement permet aux pilotes de se relayer sur une même voiture, les points éventuellement acquis étant alors partagés. Troy Ruttman et Duane Carter marquent chacun un point et demi pour leur quatrième place à Indianapolis, Mike Hawthorn et José Froilán González marquent chacun un point et demi pour leur quatrième place en Belgique et trois pour leur seconde place en Allemagne, González partageant également avec Umberto Maglioli les quatre points de leur troisième place en Italie.
- Seuls les cinq meilleurs résultats sont comptabilisés. Juan Manuel Fangio doit donc décompter les 3,14 points acquis en Grande-Bretagne, les 8 points acquis en Italie et les 4 points acquis en Espagne. De même, José Froilán González doit décompter les 1,5 points acquis en Belgique.
- Sur dix épreuves qualificatives prévues pour le championnat du monde 1954, neuf ont effectivement été courues, le Grand Prix des Pays-Bas, programmé le 6 juin[14], ayant été annulé.

| Pos. | Pilote                | Écurie                   | Points        | ARG | 500 | BEL   | FRA | GBR     | ALL | SUI | ITA | ESP |
| ---- | --------------------- | ------------------------ | ------------- | --- | --- | ----- | --- | ------- | --- | --- | --- | --- |
| 1    | Juan Manuel Fangio    | Maserati & Mercedes-Benz | 42 (57,14)    | 8   | -   | 9*    | 8   | (3,14*) | 8   | 9*  | (8) | (4) |
| 2    | José Froilán González | Ferrari                  | 25,14 (26,64) | 5*  | -   | (1,5) | -   | 8,14*   | 3   | 6   | 3*  | -   |
| 3    | Mike Hawthorn         | Ferrari                  | 24,64         | -   | -   | 1,5   | -   | 6,14*   | 3   | -   | 6   | 8   |
| 4    | Maurice Trintignant   | Ferrari                  | 17            | 3   | -   | 6     | -   | 2       | 4   | -   | 2   | -   |
| 5    | Karl Kling            | Mercedes-Benz            | 12            | -   | -   | -     | 6   | -       | 4*  | -   | -   | 2   |
| 6    | Bill Vukovich         | Kurtis Kraft             | 8             | -   | 8   | -     | -   | -       | -   | -   | -   | -   |
|      | Hans Herrmann         | Mercedes-Benz            | 8             | -   | -   | -     | 1*  | -       | -   | 4   | 3   | -   |
| 8    | Giuseppe Farina       | Ferrari                  | 6             | 6   | -   | -     | -   | -       | -   | -   | -   | -   |
|      | Jimmy Bryan           | Kuzma                    | 6             | -   | 6   | -     | -   | -       | -   | -   | -   | -   |
|      | Luigi Musso           | Maserati                 | 6             | -   | -   | -     | -   | -       | -   | -   | -   | 6   |
|      | Roberto Mieres        | Maserati                 | 6             | -   | -   | -     | -   | -       | -   | 3   | -   | 3   |
| 12   | Jack McGrath          | Kurtis Kraft             | 5             | -   | 5*  | -     | -   | -       | -   | -   | -   | -   |
| 13   | Stirling Moss         | Maserati                 | 4,14          | -   | -   | 4     | -   | 0,14*   | -   | -   | -   | -   |
|      | Onofre Marimon        | Maserati                 | 4,14          | -   | -   | -     | -   | 4,14*   | -   | -   | -   | -   |
| 15   | Robert Manzon         | Ferrari                  | 4             | -   | -   | -     | 4   | -       | -   | -   | -   | -   |
|      | Sergio Mantovani      | Maserati                 | 4             | -   | -   | -     | -   | -       | 2   | 2   | -   | -   |
| 17   | Prince Bira           | Maserati                 | 3             | -   | -   | -     | 3   | -       | -   | -   | -   | -   |
| 18   | Umberto Maglioli      | Ferrari                  | 2             | -   | -   | -     | -   | -       | -   | -   | 2   | -   |
|      | Élie Bayol            | Gordini                  | 2             | 2   | -   | -     | -   | -       | -   | -   | -   | -   |
|      | Mike Nazaruk          | Kurtis Kraft             | 2             | -   | 2   | -     | -   | -       | -   | -   | -   | -   |
|      | André Pilette         | Gordini                  | 2             | -   | -   | 2     | -   | -       | -   | -   | -   | -   |
|      | Luigi Villoresi       | Maserati                 | 2             | -   | -   | -     | 2   | -       | -   | -   | -   | -   |
| 23   | Troy Ruttman          | Kurtis Kraft             | 1,5           | -   | 1,5 | -     | -   | -       | -   | -   | -   | -   |
|      | Duane Carter          | Kurtis Kraft             | 1,5           | -   | 1,5 | -     | -   | -       | -   | -   | -   | -   |
| 25   | Alberto Ascari        | Maserati & Lancia        | 1,14          | -   | -   | -     | -   | 0,14*   | -   | -   | -   | 1*  |
| 26   | Jean Behra            | Gordini                  | 0,14          | -   | -   | -     | -   | 0,14*   | -   | -   | -   | -   |

## À noter
- 2e victoire en championnat du monde pour Mike Hawthorn.
- 19e victoire en championnat du monde pour Ferrari en tant que constructeur.
- 19e victoire en championnat du monde pour Ferrari en tant que motoriste.
- 1ers points en championnat du monde pour Luigi Musso.
- 1er Grand Prix de championnat du monde pour Ottorino Volonterio.
- 1er Grand Prix de championnat du monde pour l'écurie Lancia.
- 19e et dernier Grand Prix de championnat du monde pour le Prince Bira.
- 7e et dernier Grand Prix de championnat du monde pour Jacques Swaters.

- Voiture copilotée : n°22 : Toulo de Graffenried (30 tours) et Ottorino Volonterio (27 tours).